# Homaspis albipes
Homaspis albipes là một loài tò vò trong họ Ichneumonidae.